# Matsayit Kru Ze

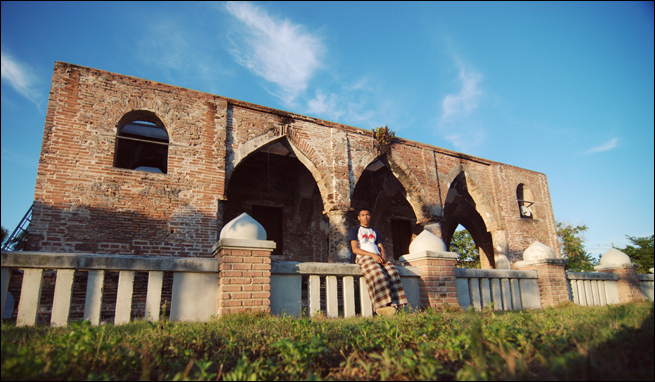

De Matsayit Kru Ze is een moskee in de Thaise stad  Pattani.
Het is de oudste moskee van de stad en hij bevindt zich op ongeveer zeven kilometer van het stadscentrum bij het plaatsje Baan Kru Ze. De moskee is gebouwd in 1578 door een Chinese immigrant genaamd Lim To Khieng die met een lokale vrouw getrouwd was en zich daarom tot de islam bekeerd had. De moskee is nooit voltooid (zie de legende onder) maar het uit bakstenen in Arabische stijl gebouwde bouwwerk is door de eeuwen heen blijven staan. De gelovigen komen wel bijeen op de omliggende grond.
Op 28 april 2004 wordt de moskee zwaar beschadigd nadat opstandelingen zich er verschanst hadden. Het Thaise leger gebruikte zware wapens bij de bestorming van de moskee. Hierbij vielen 32 doden.

## De legende van de moskee
Volgens de legende kwam de zuster van Lim To Khieng, Lim Ko Niaw, uit China in een sampan om te proberen haar broer te bewegen naar China terug te keren en de islam te verwerpen. Om aan zijn zuster te tonen dat hij serieus was in zijn gevonden religie bouwde hij de moskee. Zijn zus sprak vervolgens een vloek uit over de moskee, hij zou nooit voltooid worden en als iemand toch verder zou bouwen zou hij door de bliksem getroffen worden. In een laatste poging haar broer om te praten hing ze zichzelf op aan een nabijgelegen Cashewnootboom. Getroffen door de zelfmoord van zijn zus kon Khieng de moskee niet afbouwen en iedereen die het na hem geprobeerd heeft zou door de bliksem getroffen zijn.
De boom zou later in een gedenkplaats ondergebracht worden, de San jao leng ju Kieng. Ze zou zelf begraven liggen in een graf bij de moskee.